# Чжан Айлин
Чжан Айли́н, также известная как Э́йлин Чанг (кит. трад. 張愛玲, упр. 张爱玲, пиньинь Zhāng Àilíng, англ. Eileen Chang, 20 сентября 1920 — 8 сентября 1995) — китайская писательница (хотя бо́льшую часть жизни Чжан прожила в США, все свои основные произведения она написала, пребывая в Китае и на китайском языке).

## Биография
Чжан Айлин родилась 20 сентября 1920 года на территории Шанхайского международного сетлмента. Будущая писательница происходила из знатной чиновничьей семьи: её бабушка была дочерью высшего сановника Цинской империи — Ли Хунчжана. В 1922 году, когда Айлин исполнилось 2 года, семья переехала в Тяньцзинь, но уже в 1923 году мать оставила семью и уехала в Великобританию. В скором времени отец завёл себе наложницу и пристрастился к курению опиума. Несмотря на его заверения оставить свои вредные привычки и согласие матери вернуться в 1928 году, в 1930 году супруги окончательно расстались. Чжан Айлин и её старший брат остались вместе с отцом.
Чжан Айлин начала учиться с четырёх лет, ей ещё не исполнилось и десяти, а классические романы уже были прочитаны. Помимо родного китайского, она свободно владела английским, что позволило ей в 1939 году выиграть стипендию на обучение в Лондонском университете. Впрочем воспользоваться предоставившейся возможностью девушке так и не удалось: началась вторая японо-китайская война. Чжан стала изучать английскую литературу в Гонконгском университете, однако и здесь война помешала её обучению: за полгода до выпуска, в декабре 1941 года, Гонконг был захвачен японцами, и Чжан Айлин приняла решение вернуться на материковый Китай, в Шанхай.
Литературный дебют Чжан Айлин состоялся ещё в возрасте 11 лет (уже в 1931 году на страницах школьного журнала появилось её первое произведение — «凤藻» («Фэнцзао», «Образец изящной словесности»)), но первая известность пришла к ней после возвращения в Шанхай. В 1943 году она была представлена издателю Чжоу Шоуцзюаню, который заинтересовался её работами и оказал поддержку начинающей писательнице. В последующие несколько лет девушка написала свои самые известные работы — «Любовь в павшем городе» («傾城之戀») и повесть «Золотые оковы» («金鎖記»).
В 1952 году писательница вернулась в Гонконг. На протяжении трех лет она работает в Информационном агентстве США и различных литературных изданиях, но средства к существованию она зарабатывает как драматург. На сценах нескольких гонконгских театров ставятся пьесы по её старым произведениям, и только авторские отчисления помогают ей оставаться на плаву в чужом городе. Именно здесь она напишет два своих главных произведения: «赤地之戀» («Чиди чжи лянь», «Любовь на выжженной земле»; 1954) и «秧歌» («Янгэ», «Песни рисовых побегов»; 1955). 
В 1955 году Чжан Айлин покидает Китай и переезжает в США, чтобы уже никогда не вернуться на родину. Она работала в Центре китаеведческих исследований при Калифорнийском университете, занималась исследованием романа «Сон в красном тереме». С 1973 года жила в Лос-Анджелесе, где перевела на английский язык ряд китайских произведений, в частности «Жизнь девушек на море» — роман цинского писателя Хань Банцина о жизни шанхайских куртизанок. Рукопись подготовленного Чжан Айлин перевода была найдена и опубликована после смерти писательницы.
Чжан Айлин умерла в одиночестве от сердечного приступа 8 сентября 1995 года в своей квартире в Лос-Анджелесе, не дожив несколько дней до семидесятипятилетия. 19 сентября тело писательницы кремировали, а в день её рождения, 30 сентября, прах развеяли над Тихим океаном.

## Основные произведения
- «Песня рисовых побегов» (秧歌)
- «Любовь на выжженной земле» (赤地之戀)
- «Сплетни» (流言)
- «Гневная дама» (怨女)
- «Любовь в павшем городе» (傾城之戀)
- "Первый аромат "《第一爐香》
- «Полжизни» (半生緣)
- «Широко открытые глаза» (張看)
- «Кошмар в красном тереме» (紅樓夢魘)
- «Как распускались цветы над морем» (海上花開)
- «Как увядали цветы над морем» (海上花落)
- «Меланхолия» (惘然記)
- «Продолжение» (續集)
- "" (餘韻)
- "" (對照記)
- "" (同學少年都不賤)

## Экранизации
Кинофильмы, снятые по сценариям Чжан Айлин
| Год  | Русское название | Китайское название | Международное название                                       | В главной роли       | Релиз |
| ---- | ---------------- | ------------------ | ------------------------------------------------------------ | -------------------- | ----- |
| 1947 |                  | 太太万岁           | Long Live the Wife                                           | Цзян Тяньлиу         | DVD   |
| 1947 |                  | 不了情             | Unending Love                                                | Чэнь Яньянь          | DVD   |
| 1949 |                  | 哀乐中年           | Печали и радости среднего возраста / Miserable at Middle Age | Ши Хуэй              |       |
| 1957 |                  | 情场如战场         |                                                              | Линь Дай             |       |
| 1958 |                  | 人财两得           |                                                              | Дин Хао              |       |
| 1959 |                  | 桃花运             |                                                              | Е Фэн                |       |
| 1960 |                  | 六月新娘           | June Bride                                                   | Грэйс Чан            | DVD   |
| 1962 |                  | 南北一家亲         | The Greatest Wedding on Earth                                | Дин Хао, Кристин Пай | DVD   |
| 1963 |                  | 小儿女             | Father Takes a Bride                                         | Ю Минь               | DVD   |
| 1964 |                  | 一曲难忘           |                                                              | Е Фэн                |       |
| 1964 |                  | 南北喜相逢         |                                                              | Кристин Пай          |       |

Кинофильмы, снятые по художественным произведениям Чжан Айлин
| Год  | Русское название         | Китайское название | Международное название | Режиссёр    | Релиз |
| ---- | ------------------------ | ------------------ | ---------------------- | ----------- | ----- |
| 1984 | Любовь в падшем городе   | 倾城之恋           | Love in a Fallen City  | Энн Хёй     | DVD   |
| 1988 | Северный румянец         | 怨女               | Rouge of the North     | Фрэд Тан    | DVD   |
| 1994 | Красная роза, белая роза | 红玫瑰与白玫瑰     | Red Rose White Rose    | Стэнли Кван | DVD   |
| 1997 | Восемнадцать вёсен       | 半生缘             | Eighteen Springs       | Энн Хёй     | DVD   |
| 2007 | Вожделение               | 色·戒              | Lust, Caution          | Энг Ли      | DVD   |